# أرنولد ستيرلينغ
أرنولد ستيرلينغ (بالإنجليزية: Arnold Sterling)‏ هو عازف ساكسفون أمريكي، ولد في 2 مارس 1938، وتوفي في 28 نوفمبر 2015.

## وصلات خارجية
- أرنولد ستيرلينغ على موقع ميوزك برينز (الإنجليزية)
- أرنولد ستيرلينغ على موقع أول ميوزيك (الإنجليزية)
- أرنولد ستيرلينغ على موقع ديسكوغز (الإنجليزية)